# Ichneumon haematonotus
Ichneumon haematonotus là một loài tò vò trong họ Ichneumonidae.